# S. Anders Larsson
Stig Anders Larsson, känd som S Anders Larsson, född 14 mars 1951 i Ulricehamns församling i dåvarande Älvsborgs län,  är en socialdemokratisk kommunpolitiker från Vargön, tidigare verksam i Vänersborgs kommun, numera (2015) boende i Åstorps kommun i Skåne.
Larsson var kommunalråd och kommunstyrelsens ordförande 1989–1991 och 1995–1998. Han var en av de socialdemokratiska politiker i landet som revolterade mot regeringen Perssons energiskattehöjningar, som Larsson såg som ett hot mot kommunens största industri, Vargön Alloys AB. Känd är den bild på vilken statsminister Göran Persson kör sin pekfinger i S Anders mage, vid en uppvaktning i denna fråga.[källa behövs]
Från januari 2007 var Larsson bland annat ordförande i Barn- och ungdomsnämnden, AB Vänersborgsbostäder och Fastighets AB Vänersborg. Dessutom var han projektledare för det omdiskuterade Arena Vänersborg. 
I samband med offentliggörandet av stora kostnadsöverskridelser för arenabygget meddelade Larsson 2 oktober 2009 att han omedelbart lämnade alla politiska uppdrag i kommunen. Han fortsatte dock som kommunens näringslivschef fram till 2011, då han också lämnade denna tjänst. Han hade någon tid dessförinnan flyttat till Åstorp i Skåne. Han återinträdde 2014 i politiken som socialdemokratisk kandidat på säker plats till kommunfullmäktige i  Åstorps kommun.